# Can Sunyer (Girona)
Can Sunyer és una obra de Girona inclosa a l'Inventari del Patrimoni Arquitectònic de Catalunya.

## Descripció
És una masia molt modificada de planta rectangular, de planta baixa i un pis i teulat amb carener paral·lel a la façana principal. Pel costat del carrer, la façana té una composició lliure de finestres de llinda planera amb motius florals, i de pedra. La porta d'accés és dovellada. La façana lateral dreta, que dona a un jardí, està modificada amb la introducció de finestres goticitzants noves, igual que a la façana principal, en algunes d'elles (2 de la planta baixa). El teulat arrenca d'una cornisa decorada i volada. Les façanes són remolinades.